# Fadogia leucophloea
Fadogia leucophloea är en måreväxtart som beskrevs av Georg August Schweinfurth och William Philip Hiern. Fadogia leucophloea ingår i släktet Fadogia och familjen måreväxter.
Artens utbredningsområde är Sudan. Inga underarter finns listade i Catalogue of Life.